# Adrián Campos
Adrián Campos Suñer (Alzira, Valencia, 1960. június 17. – 2021. január 27.) spanyol Formula–1-es autóversenyző. A Minardi csapatnál az 1987-1988-as idények során összesen 21 Nagydíjon vett részt, 17 alkalommal állhatott rajthoz, de mindössze kétszer ért célba, pontot nem szerzett. 1998-ban megalapította a Campos Racinget, ami különböző alsóbb kategóriájú formulaautós bajnokságokban összesen négy egyéni és öt konstruktőri bajnoki címet gyűjtött be. 2010-től csapatvezetőként is szerepet vállal a királykategóriában. Fia, Adrián Campos Jr. szintén autóversenyző, a Formula–3-ban szerepel.

## Versenyzői pályafutása

### Kezdeti évek
Campos első sikerét 1980-ban aratta, amikor a rádióvezérelt autók versenyében megnyerte a spanyol bajnokságot.
A következő esztendőben már a volán mögött bizonyított. 1983 és 1985 közt a Formula–3-ban versenyzett, nem sok sikerrel. Első évében nem szerzett pontot, 1984-ben 5 egységgel a tabella 13. helyén zárt. 1985-ben viszont 6 dobogójának is köszönhetően a német bajnokság harmadik helyét csípte meg a Volkswagen Motorsport pilótája (128 pont). Ugyanabba a szezonban a 8. helyen intették le az F3 Európa Kupa éves seregszemléjén. A makaói futamon nem ért a célba.
1986-ban a Formula–3000-esek közt igyekezett bizonyítani, előbb a Lolánál, utóbb Peter Gethin csapatánál versenyzett összesen 5 futamon, de pontot nem szerzett.

### A Formula–1-ben
1986-ban a Tyrrellnél tesztelt, majd a következő idényben – Alessandro Nannini oldalán – bemutatkozott a királykategóriában. Első idénye borzalmasra sikeredett, ez egyszersmind köszönhető a gyakori technikai meghibásodásoknak és vezetési hibáinak. A 16 versenyből mindössze hazai versenyén haladt át a célvonalon, a győztes Nigel Manselltől négy kör hátrányban az utolsó, 14. helyen intették le. A szezonnyitó brazil versenyen szabálytalan rajt miatt kizárták, Monacóban nem kvalifikálta magát az időmérőre, az összes többi versenyen pedig kiesett.
1988-as szezonja öt versenyt követően véget ért. Előbb a kocsiszekrény sérülése miatt kénytelen volt feladni a futamot, majd – 3 kör hátrányban – a 16. helyen intették le a San Marinó-i nagydíjon (a Larrousse-t vezető Philippe Alliot-t viszont megelőzte), utolsó három versenyén pedig már az időmérőt megelőző selejtezőn kiesett. Honfitársa, Luis Perez-Sala sokkal jobban teljesített nála, a szponzorok sem támogatták a továbbiakban, így a csapat elköszönt tőle. Helyét az olasz Pierluigi Martini foglalta el.

### A Formula–1 után
Hosszú, 5 éves kihagyás után a túraautózásban próbált szerencsét. 1993-ban 46 ponttal még csak a 6. helyen zárt, a következő évben azonban megnyerte a spanyol bajnokságot (132 pont, 3 futamgyőzelem, 5 dobogó, 4 pole-pozíció, 4 leggyorsabb kör) az Alfa Romeo 155 TS volánja mögött. A FIA Túraautó Világkupán a 17. helyen végzett.
1995-ben nem tudta megismételni sikerét, a 7. helyet (142 pont, 2 futamgyőzelem, 3 dobogó, 1 leggyorsabb kör) szerezte meg, bár hozzá kell tenni, hogy ő még az előző évi modellel rótta a köröket.
Utoljára az 1997-es Le Mans-i 24 óráson állt rajthoz, a Ferrari 333 SP prototípusát vezette a Pilot Racing csapatában (a francia Michel Ferté és az egyesült államokbeli Charlie Nearburg oldalán). A viadal számukra mindössze 18 körig tartott, a technika megadta magát, így a 45. helyen zártak.

## Csapatvezetőként
Miután szögre akasztotta sisakját, s véget vetett nem túl eredményes pályafutásának, 1998-ban megalapította az Adrian Campos Motorsportot, későbbi nevén a Campos Racinget. Két cél vezérelte ezt a jelentős befektetéssel járó vállalkozást: egyrészt szisztematikus építkezéssel széles körben elismert spanyol istállót kívánt létrehozni, másrészt jelentős tehetséggondozó központ létrejöttén fáradozott, aminek eredményeként a motorsport mellett az autósport is elismertségre tesz szert Spanyolországban.
Rögtön az első évében megnyerték az Open Fortuna by Nissan sorozatot, ami a mai World Series by Renault széria jogelődje volt. A konstruktőri trófea mellé Marc Gené is szállította a bajnoki címet, aminek eredményeképpen szerződést kapott a Formula–1-es Minardi istállónál, utóbb pedig a Ferrari tesztpilótaként és a Le Mans-i 24 órás autóverseny 2009-es győzteseként tett szert hírnévre.
A következő évben sem maradtak tehetséges pilóta nélkül, Fernando Alonso hat győzelmével újra elhódították mindkét bajnoki címet. Az utóbb kétszer F–1-ben is diadalmaskodó Alonso továbblépett a Formula–3000-be, a mellette csupán epizódszerephez jutó Antonio García közreműködésével pedig összejött a triplázás.
Ezután két év erejéig a Formula–3000-be nevezte csapatát, ám ott nem jártak sok sikerrel, így visszatért hazájába, a spanyol Formula–3-as ligában indultak, ahol 2005 és 2007 között két konstruktőri második helyezést szereztek. Náluk versenyzett a Formula–1-es tesztelésig jutó Roldán Rodríguez (2006: egyéni 2. helyezés), valamint a négyszeres F–1-es világbajnok, Alain Prost fia, Nicolas is (2007: egyéni 3. helyezés).
2005-ben a frissen létrehozott GP2-ben is indultak. Első két évükben folytatták az F3000-es hagyományokat, jelentős eredményeket nem tudtak elérni. Adrián Vallés révén egyetlen dobogós helyezést tudtak felmutatni ez idő alatt.
2007 volt az áttörés éve, ami nem meglepő, hiszen a F1-ben is kipróbált Giorgio Pantano személyében igazi nagynevet sikerült szerződtetniük. Szárnysegédje az orosz tehetség, Vitalij Petrov volt. Három futamot nyertek (hazai földön, Valenciában sikerült a duplázás is), emellett még háromszor állhattak fel a dobogóra. Pantano és a csapat is a 3. helyen végzett a szezon végén.
Év végén távozott a csapattól Pantano, hogy aztán a Racing Engineering színeiben bajnok legyen 2008-ban, Petrov mellé a hibás döntésnek bizonyuló Ben Hanley helyére Lucas di Grassit szerződtették. A brazil három versenyhétvégés hátránnyal is végsőkig harcban tudott lenni a vb-címért, három győzelmével és ezen felül három dobogójával a tabella 3. helyén végzett. A Campos Racing ellenben megnyerte a konstruktőrök versengését. A GP2 Ázsiai Sorozatában szintén ezt a pozíciót szerezte meg a futamgyőzelmet is jegyző Petrov és a csapat egyaránt.
Ezen felül még ugyanebben az évben az Euro F3 Open nevű sorozatot is. Germán Sánchez révén egyéniben sem találtak legyőzőre, továbbá az összetettben 3. helyen záró Natacha Gachnang a Nemzeti Kupában bajnoki címet szerzett.
A sikerek után Campos kiszállt a GP2-ből, csapatát eladta Alejandro Agagnak, ami így Barwa Addax néven folytatta 2009-ben. A csapatvezető az Formula–3-as szereplés mellett egy új projekten dolgozott, mint hamarosan kiderült, ez bizony az autósportok királykategóriája.
A felkészülés első lépcsőjeként megvásárolták a megszűnt Super Aguri istálló karosszériás fejlesztéseit..
2009 májusában benevezte csapatát a 2010-es Formula–1-es világbajnoki sorozatba, pályázatát négy másik újonc kandidálóval együtt elfogadta a grémium, így az Forma1 történetének első spanyol csapataként rajthoz állhatnak a 2010 márciusi szezonnyitón.

## Eredményei

### Teljes Formula–1-es eredménylistája
(Táblázat értelmezése)

(Félkövér: pole-pozícióból indult; dőlt: leggyorsabb kört futott) 

| Év   | Csapat  | 1       | 2      | 3      | 4      | 5      | 6      | 7      | 8      | 9      | 10     | 11     | 12     | 13     | 14     | 15     | 16     | Helyezés | Pont |
| ---- | ------- | ------- | ------ | ------ | ------ | ------ | ------ | ------ | ------ | ------ | ------ | ------ | ------ | ------ | ------ | ------ | ------ | -------- | ---- |
| 1987 | Minardi | BRA Kiz | SMR Ki | BEL Ki | MON Ni | USA Ki | FRA Ki | GBR Ki | GER Ki | HUN Ki | AUT Ki | ITA Ki | POR Ki | ESP 14 | MEX Ki | JPN Ki | AUS Ki | HN       | 0    |
| 1988 | Minardi | BRA Ki  | SMR 16 | MON NK | MEX NK | CAN NK | USA    | FRA    | GBR    | GER    | HUN    | BEL    | ITA    | POR    | ESP    | JPN    | AUS    | HN       | 0    |